# Greenville 200 1965
Greenville 200 1965 var ett stockcarlopp ingående i Nascar Grand National Series (nuvarande Nascar Cup Series) som kördes 17 april 1965 på den 0,5 mile (804,672 meter) långa ovalbanan Greenville-Pickens Speedway i Easley, precis väster om Greenville i South Carolina. Totalt avverkades 100 miles (160,934 km) fördelat på 200 varv. Banunderlaget var dirt. Loppet vanns av Dick Hutcherson i en Ford på tiden 1:45.27 körande för Holman Moody. Hutchersons snitthastighet var 56,899 mph.  Prispotten uppgick till 5 040 dollar, varav 1 000 dollar gick till segraren.

## Resultat
| Plc     | Nr | Förare          | Team/ bilägare           | Konstruktör | Start | Varv | Ledda varv |
| ------- | -- | --------------- | ------------------------ | ----------- | ----- | ---- | ---------- |
| 1       | 29 | Dick Hutcherson | Holman Moody             | Ford        | 2     | 200  | 191        |
| 2       | 11 | Ned Jarrett     | Bondy Long               | Ford        | 6     | 200  | 0          |
| 3       | 88 | Buddy Baker     | Buck Baker Racing        | Dodge       | 12    | 197  | 0          |
| 4       | 45 | Bud Moore       | Louis Weathersbee        | Plymouth    | 1     | 197  | 9          |
| 5       | 2  | Fred Harb       | Cliff Stewart Racing     | Pontiac     | 11    | 193  | 0          |
| 6       | 27 | Paul Lewis      | Paul Lewis               | Ford        | 9     | 192  | 0          |
| 7       | 75 | J.T. Putney     | C.L. Crawford            | Ford        | 20    | 188  | 0          |
| 8       | 97 | Henley Gray     | Gene Cline               | Ford        | 17    | 179  | 0          |
| 9       | 20 | Clyde Lynn      | Negre Racing             | Ford        | 18    | 175  | 0          |
| 10      | 34 | Wendell Scott   | Scott Racing             | Ford        | 15    | 173  | 0          |
| 11      | 80 | G.T. Nolan      | Allen McMillion          | Pontiac     | 24    | 166  | 0          |
| 12      | 60 | Doug Cooper     | Bob Cooper               | Ford        | 10    | 157  | 0          |
| 13      | 86 | Neil Castles    | Buck Baker Racing        | Plymouth    | 23    | 153  | 0          |
| 14      | 76 | Larry Frank     | Larry Frank              | Ford        | 5     | 83   | 0          |
| 15      | 68 | Bob Derrington  | Bob Derrington           | Ford        | 19    | 60   | 0          |
| 16      | 49 | G.C. Spencer    | GC Spencer Racing        | Ford        | 13    | 53   | 0          |
| 17      | 87 | Buck Baker      | Buck Baker Racing        | Oldsmobile  | 3     | 49   | 0          |
| 18      | 64 | Elmo Langley    | Langley-Woodfield Racing | Ford        | 14    | 30   | 0          |
| 19      | 35 | Jeff Hawkins    | Lester Hunter            | Dodge       | 7     | 29   | 0          |
| 20      | 52 | E.J. Trivette   | Jess Potter              | Chevrolet   | 21    | 28   | 0          |
| 21      | 9  | Roy Tyner       | Roy Tyner                | Chevrolet   | 16    | 22   | 0          |
| 22      | 31 | Cale Yarborough | Sammy Fogle              | Ford        | 8     | 16   | 0          |
| 23      | 55 | Tiny Lund       | Lyle Stelter             | Ford        | 4     | 15   | 0          |
| 24      | 10 | Bernard Alvarez | Gary Weaver              | Ford        | 25    | 7    | 0          |
| 25      | 25 | Jabe Thomas     | Jabe Thomas              | Ford        | 22    | 2    | 0          |
| Källor: |    |                 |                          |             |       |      |            |